# Geranium whartonianum
Geranium whartonianum är en näveväxtart som beskrevs av Jan Frederik Veldkamp. Geranium whartonianum ingår i släktet nävor, och familjen näveväxter. Inga underarter finns listade i Catalogue of Life.